# مديرية المنصورية

تعديل مصدري - تعديل

مديرية المنصورية إحدى مديريات محافظة الحديدة في غرب اليمن. بلغ عدد سكانها 44744 نسمة عام 2004.